# Saint-Hilaire-de-Loulay
Saint-Hilaire-de-Loulay è un comune francese di 4 297 abitanti situato nel dipartimento della Vandea nella regione dei Paesi della Loira.

## Società

### Evoluzione demografica
Abitanti censiti